# Teclat espai-cadet

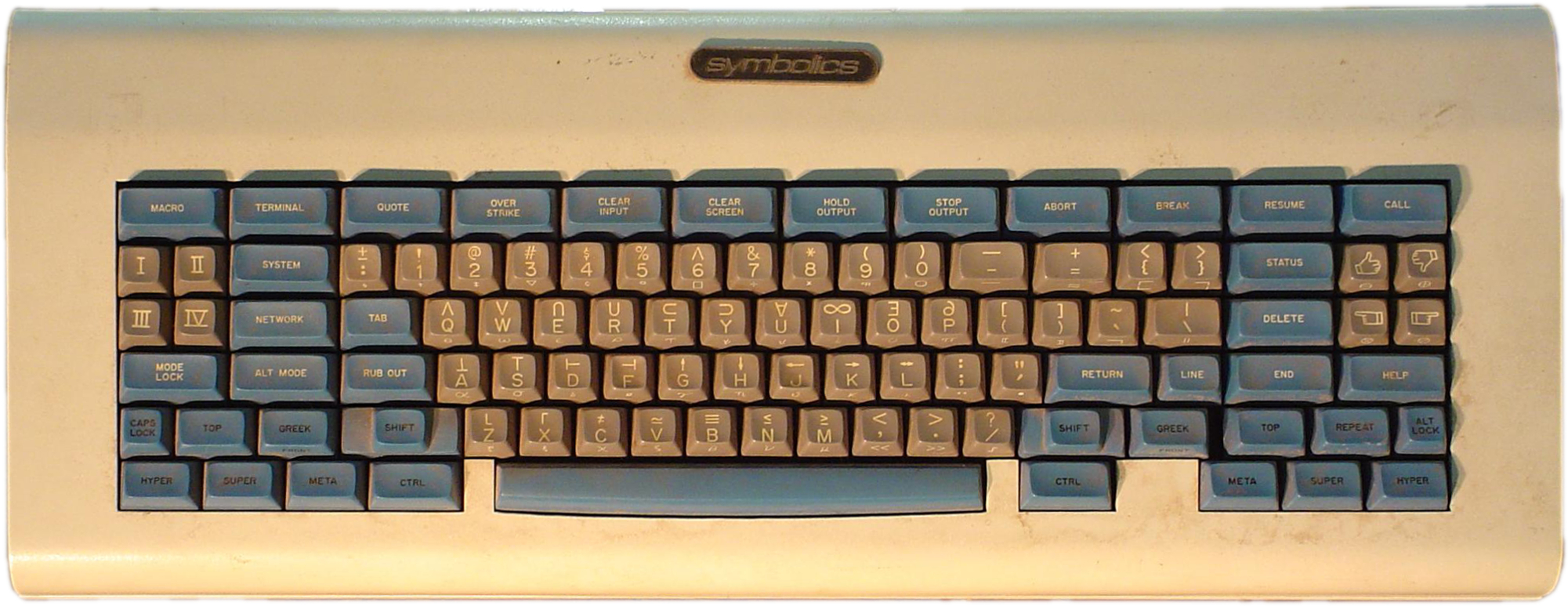
Teclat espai-cadet de la empresa Symbolics

El teclat espai-cadet és un teclat utilitzat en les màquines LISP del MIT i dissenyat per Tom Knight, el qual va inspirar diversos termes de l'argot encara vigents en el camp de la informàtica i va influenciar en el disseny dels Emacs. Aquest va ser inspirat en el teclat Knight (també desenvolupat per Tom Knight), el qual va ser desenvolupat pel sistema de televisió del Knight, usat amb el i incompatible sistema de temps compartit del MIT.
La versió mostrada aquí (etiquetada Symbolics a la part superior de la imatge) era només utilitzat amb el LM-2, el qual era la versió reempaquetada de Symbolics del CADR del MIT. Posteriorment els sistemes de Symbolics van utilitzar un teclat molt simplificat, el Teclat Symbolics, que va mantindre només el traçat bàsic i les funcions més utilitzades habitualment i les tecles de modificació del teclat d'espai-cadet.

## Descripció
El teclat d'espai-cadet va ser equipat amb set tecles de modificació: quatre tecles per als bucky bits ("control", "meta", "super", i "hiper"), i tres tecles de canvi, anomenades "shift", "part superior", i "part davantera". Meta havia estat introduït en el primer teclat de knight, mentre Hiper i Super van ser introduïts per a aquest teclat. Cada grup era únic en una fila, per a permetre que fossin fàcils de premer per permetent una fàcil pulsació de les tecles a permetent premsatge fàcil de diverses claus de modificador via acord; per exemple, Control-Meta-Hiper-Super podien ser premudes amb els dits d'una mà mentre es prem una altra tecla amb l'altra mà.
Algunes tecles van tenir tres símbols damunt, accessible via les claus de canvi (shift): una lletra i un símbol en la part superior, i una lletra grega a la part frontal. Per exemple, la tecla "L" va tenir una "L" i una fletxa de dues direccions a la part superior, i la lletra grega lambda ("λ") a la part frontal. Per prémer aquesta tecla amb la mà correcta mentre es tocava un acord "apropiat" amb la mà esquerra en les tecles de canvi, l'usuari podria aconseguir els resultats següents:
| Tecla a prémer     | Resultat                 |
| ------------------ | ------------------------ |
| L                  | l (Minúscula L)          |
| ⇧ Canvi+L          | L (majúscula L)          |
| Front+L            | λ (Lambda en minúscula)  |
| Canvi+⇧ de front+L | Λ (Lambda en majúscula)  |
| Superior+L         | ⇔ (fletxa bidireccional) |

Cadascuna d'aquestes possibilitats, a més a més, podia ser escrita amb qualsevol combinació de les tecles "control", "meta", "super", i "hiper". En aquest teclat, és possible escriure més de 8.000 caràcters diferents. Això va permetre a l'usuari escriure text matemàtic molt complicat, i també tenir milers de sentències d'un sol caràcter a la seva disposició. Molts usuaris estaven disposats a memoritzar els significats de les comandes d'alguns d'aquells caràcters si això es reduïa el temps d'escriure. Aquesta actitud es va plasmar en la interfície dels Emacs comparant l'ús de la Tecla Esc en vi, degut a la posició convenient de la tecla en el terminal ADM-3A. Altres usuaris, tanmateix, van creure que tants bits bucky (tecles especials com ara el control, meta, hiper i super) era una exageració, i es van oposar a aquest disseny basant-se en el fet que el teclat podia requerir tres o quatre mans per utilitzar-lo Arran que el Emacs feien un ús freqüent de modificadors múltiples, els quals eren fàcils d'usar en el teclat d'espai-cadet, aquestes funcionalitats són substancialment més dures d'utilitzar en teclats moderns, el traçat dels quals generalment segueix el Model M del teclat de PC d'IBM, on les tecles de modificació no són agrupades i, per tant, és més dur de prémer-les juntes.
Aquest teclat va incloure una tecla Macro que tenia limitat l'ús en aplicacions. Això també incloïa quatre tecles de nombres Romans (I, II, III, i IV) que permetien una interacció més fàcil en llistes de quatre o més opcions.